# Aéroport de Glasgow-Prestwick
Pour les articles homonymes, voir Aéroport de Glasgow et PIK.
L'aéroport international de Glasgow Prestwick (code IATA : PIK • code OACI : EGPK) est un aéroport situé en Écosse, à 1 milles marins (1,9 km) au nord-est de Prestwick.

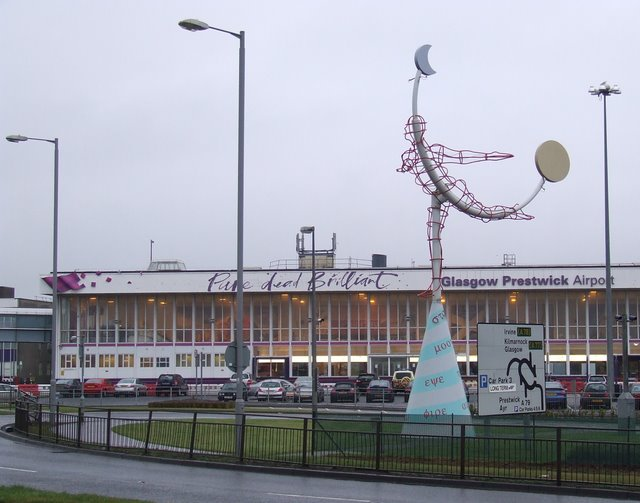

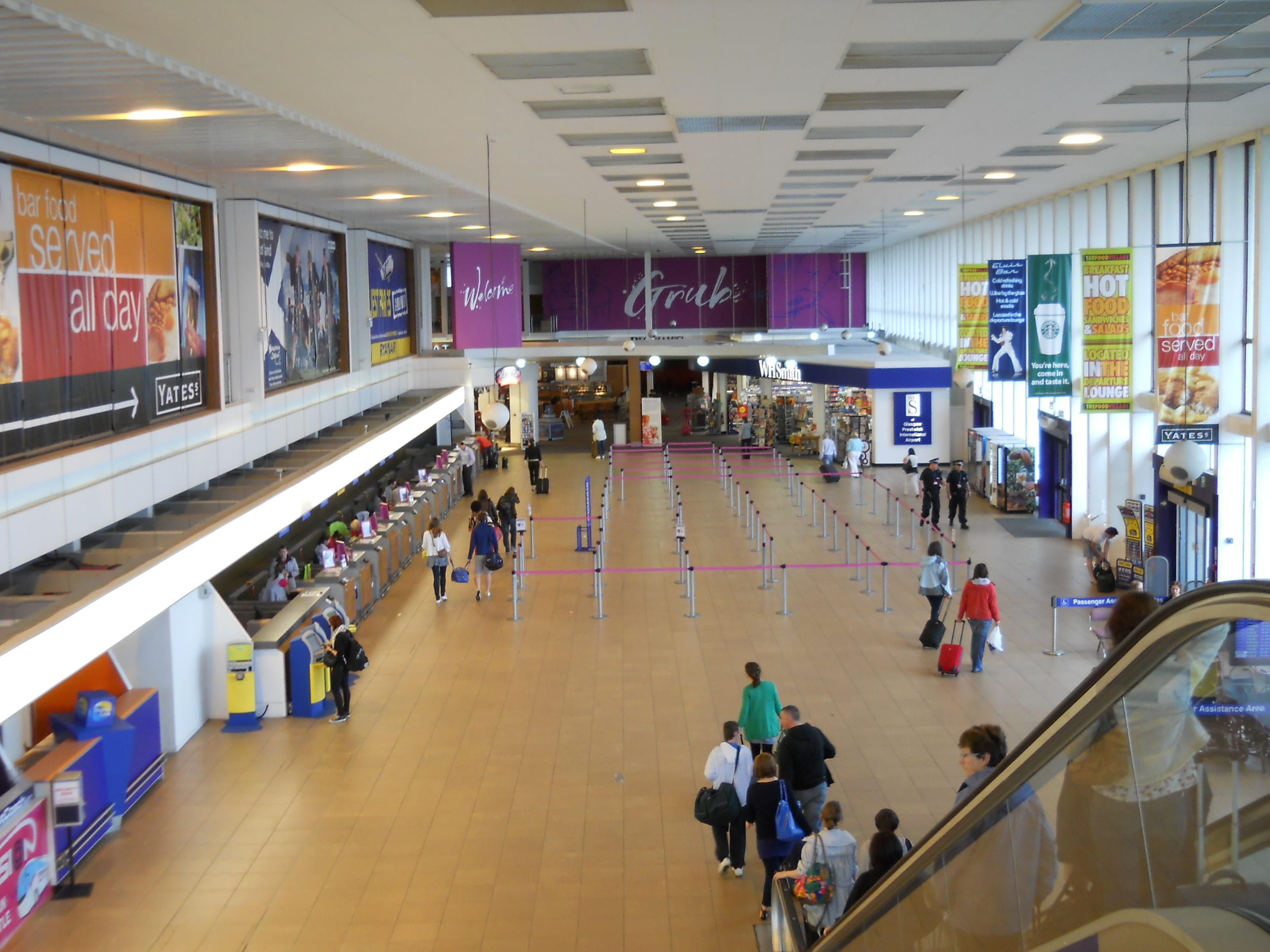

## Situation

### Carte des aéroports d'Écosse
| Aberdeen Barra Benbecula Campbeltown Colonsay Dundee Eday Édimbourg Fair Isle Foula Glasgow Glasgow-Prestwick Inverness Islay Kirkwall North Ronaldsay Oban Papa Westray Sanday Stornoway Stronsay Sumburgh Tingwall Tiree Westray Wick |

## Statistiques
Pour des raisons techniques, il est temporairement impossible d'afficher le graphique qui aurait dû être présenté ici.

Voir la requête brute et les sources sur Wikidata.

## Compagnies aériennes et destinations

### Passagers
| Compagnies | Destinations |
| ---------- | --- |
| Ryanair    | Alicante-Elche, Lanzarote-Arrecife, Las Palmas/Gran Canaria, Malaga-Costa del Sol, Ténériffe-Sud Reine Sofia En saison : - Barcelone-El Prat, - Faro, - Marseille-Provence, - Palma de Majorque, - Pise-Galileo Galilei, - Région de Murcie |

Édité le 15/01/2020  Actualisé le 29/03/2023

### Cargo
| Compagnies       | Destinations                              |
| ---------------- | ----------------------------------------- |
| Air France Cargo | Chicago, Paris-Charles-de-Gaulle          |
| Cargolux         | Houston, Los Angeles, Luxembourg, Seattle |